# 2276 Варк
2276 Варк (2276 Warck) — астероїд головного поясу, відкритий 18 серпня 1933 року.
Тіссеранів параметр щодо Юпітера — 3,522.